# Języki adamawa-ubangi
     Języki bantu
     Języki kwa
     Języki kru
     Języki senufo
     Języki benue-kongijskie (grupa zachodnia)
     Języki woltyjskie
     Języki adamawa-ubangi
     Języki mande
     Języki atlantyckie

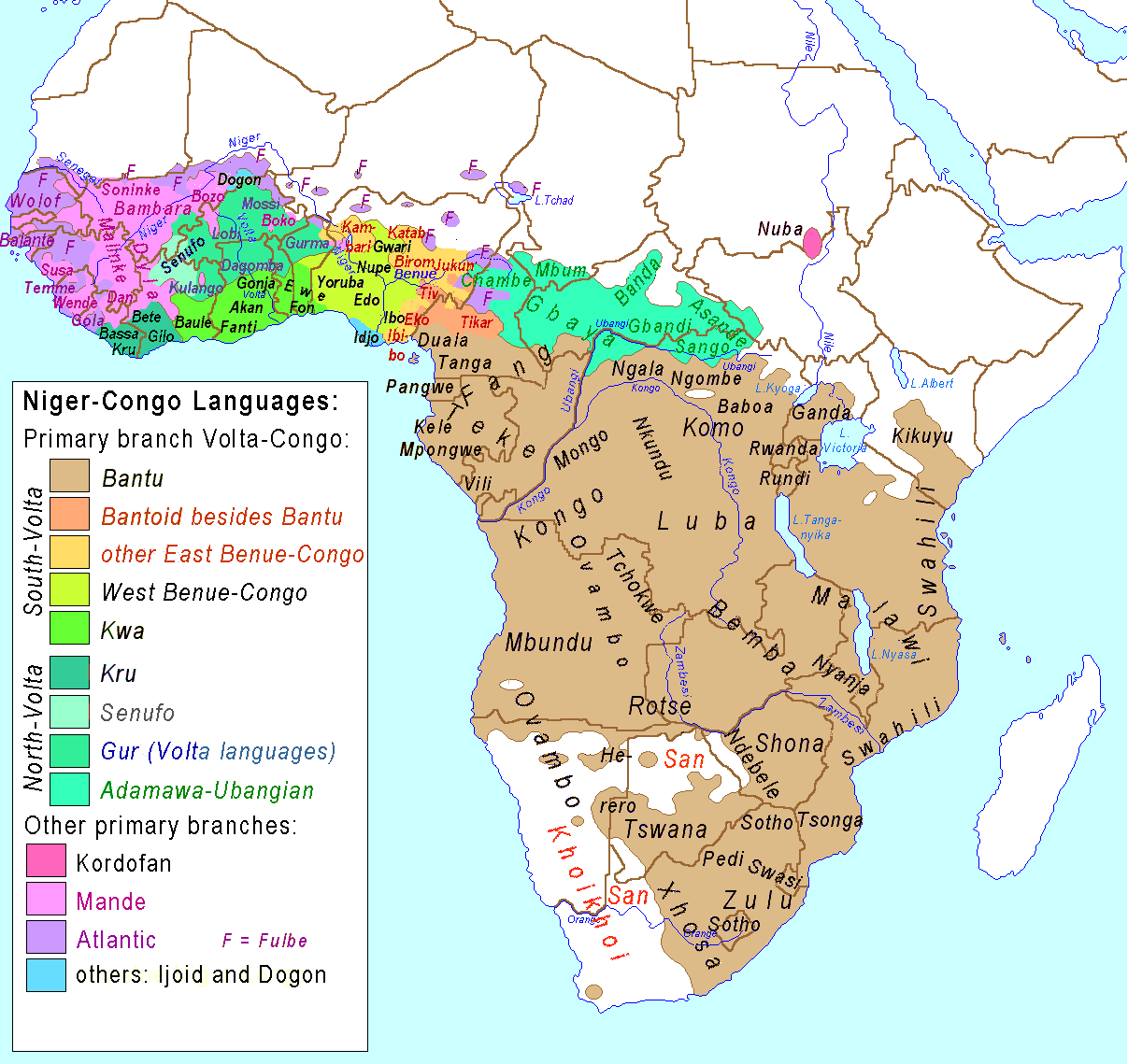
Mapa języków nigero-kongijskich:
Języki bantu
Języki kwa
Języki kru
Języki senufo
Języki benue-kongijskie (grupa zachodnia)
Języki woltyjskie
Języki adamawa-ubangi
Języki mande
Języki atlantyckie

Języki adamawa-ubangi, także: języki wschodnie adamawa – podgrupa języków nigero-kongijskich, według klasyfikacji Josepha Greenberga stanowiąca w niej osobną rodzinę, niektórzy językoznawcy włączają jednak języki adamawa-ubangi do wolta-kongijskich w obrębie podgrupy atlantycko-kongijskiej.
Grupa woltyjska obejmuje 112 języków używanych w Republice Środkowoafrykańskiej oraz na północy Kamerunu i Demokratycznej Republiki Konga. Niektórzy językoznawcy włączają do tej rodziny również część języków z terytorium Czadu, Sudanu Południowego i Nigerii. Języki tej grupy należą do najsłabiej poznanych w Afryce, o których niewiele wiadomo.
Języki tej grupy odznaczają się częściową harmonią wokaliczną.

## Podział
- języki adamawa
  - grupa waja – 6 języków
  - grupa leko – 4 języki
  - grupa duru – 18 języków
  - grupa mumuye – 9 języków
  - grupa nimbari
  - grupa mbum – 7 języków
  - grupa bua – 9 języków
  - grupa kim
  - grupa day
  - grupa yungur – 5 języków
  - grupa kam
  - grupa jen – 2 języki
  - grupa longuda
  - grupa fali
  - grupa burak – 6 języków
  - grupa kwa
- języki ubangi
  - grupa gbaya – 4 języki
  - grupa banda
  - grupa ngbandi
  - grupa sere – 6 języków
  - grupa ngbaka-mba – 9 języków
  - grupa zande – 5 języków